# Love's Detour
Love's Detour è un film del 1924, diretto da James Parrott con Charley Chase.
Il film fu pubblicato il 9 marzo 1924.